# Vilhelm Bergsøe
Vilhelm Bergsøe, född den 8 februari 1835 i Köpenhamn, död där den 26 juni 1911, var en dansk naturforskare och skönlitterär författare, far till Paul Bergsøe.
Bergsøe, vars far var chef för den kungliga porslinsfabriken i Köpenhamn, blev student där 1854, tog 1860 magisterkonferensen och blev 1864 filosofie doktor. Han ägnade sig främst åt entomologin och skrev en specialavhandling över en parasit hos svärdfisken (Philichthys xiphiæ, 1864) samt gav ut iakttagelser över den italienska taranteln och tarantismens historia under medeltiden (1865). Men hans vetenskapliga verksamhet avbröts av en ögonsjukdom, som delvis framkallades genom ett alltför träget bruk av mikroskopet och för en tid gjorde honom blind. 
Förgäves sökte han bot under resor i Italien. Under sin blindhetstid tog han itu med skönlitterära arbeten och lyckades snart göra sitt namn känt. Hans första bok var romanen eller snarare novellcykeln Fra Piazza del popolo (1866, 9:e upplagan 1901; "Från Piazza del popolo", 1871), och därefter följde raskt på varandra Fra den gamle fabrik (1869, 5:e upplagan 1895; "Den gamla porslinsfabriken", 1872), I Sabinerbjergene (1871), Gjengangerfortællinger (1871, "Från andeverlden", 1876), Bruden fra Rørvig (1872, 3:e uppl. 1884), Italienske noveller (1874, 2:a upplagan 1896; "Italienska noveller", 1875), Julefortællinger (1893) och Falskmøntneren (1900); vidare flera diktsamlingar, I ny og næ (1867; 5:e upplagan 1887), Hjemvee (3 upplagan 1893) och Blomstervignetter (1873; 3:e uppl. 1897), samt ett satiriskt skådespel, Sandhedens mænd (1894), och en stor bok om Rom under Pius den niende (2 band, 1877). 
Som författare hade Bergsøe en frodig, mäkta romantisk fantasi, med böjelse för att uppfinna och skildra sällsamma, delvis ohyggliga tilldragelser, samt en livlig stil. Han har därför också vunnit en talrik läsekrets, men inte övat djupare inflytande på litteraturen. Vid sidan av sin litterära verksamhet tog han under en följd av år (sedan 1887) en väsentlig del i de systematiska strävandena att utrota ollonborrarna, liksom hans gamla naturvetenskapliga intressen framkallade ett stort populärt arbete
Fra mark og skov. Billeder af insekternes liv (2 band, 1881).
Slutligen bedrev han numismatiska studier och författat ett par skrifter i detta fack: Danske medailler og jetons samt militære hæderstegn 1789-1892 (1893) och Trankebar-mønter 1674-1845 samt mønter og medailler vedrørende den danske handel paa Ostindien 1657-1777 (1895). Sedan 1898 har han givit ut sina hågkomster från barndoms- och ungdomstiden (De forbistrede drenge, 1898, Krigen og koleraen, 1900, Studenterleben og studieliv 1903). Bergsøs flesta verk är översatta till tyska, några till franska.